# راه‌آهن چیچیبو
راه‌آهن چیچیبو (انگلیسی: Chichibu Railway) شرکت ترابری ریلی ژاپنی است، که در سال ۱۸۹۹ تأسیس شد.